# Intercity Max

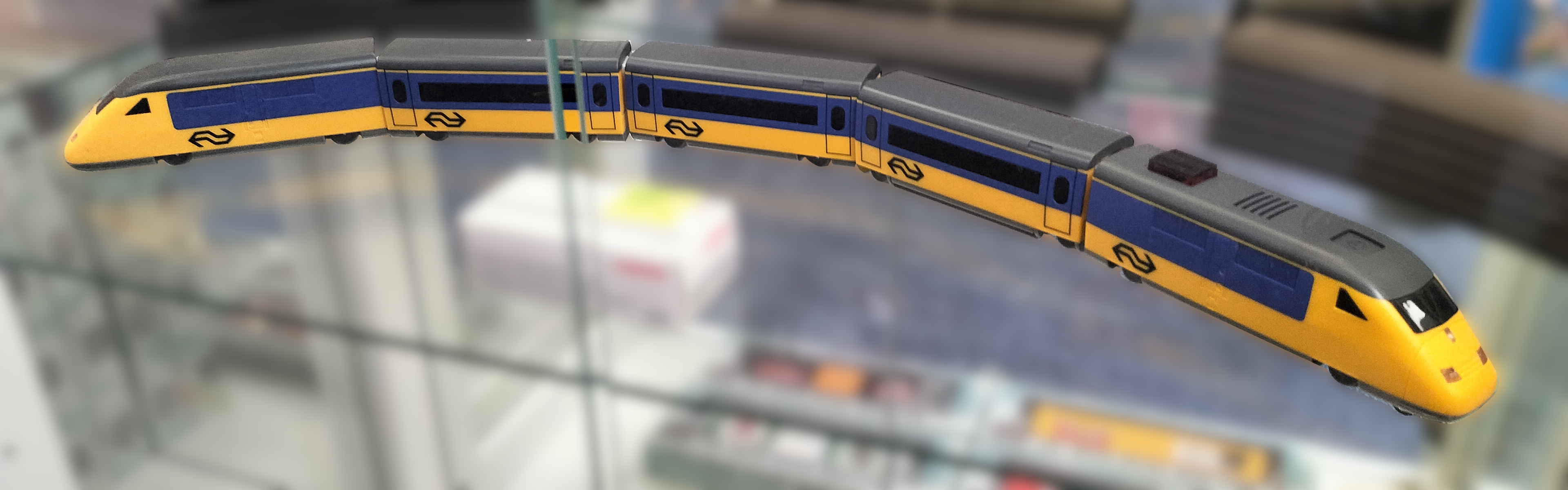
Modeluitvoering van een Intercity Max-treinstel. In het oorspronkelijke concept was de trein in blauw en zilver met gele details uitgevoerd.

De Intercity Max of IC Max was een voorgesteld treinconcept van de Nederlandse Spoorwegen, dat dienst zou doen op de Hogesnelheidslijn Schiphol - Antwerpen maar ook door zou rijden op het bestaande spoornet. IC Max was zowel een treinsoort, treindienst als een treintype; voor het treintype is het ontwerpproces niet concreter geworden dan conceptuele schetsen.

## Geschiedenis
Voor de exploitatie van het Nederlandse deel van de Hogesnelheidslijn Schiphol - Antwerpen (HSL-Zuid) gaf het ministerie van Verkeer en Waterstaat op aandringen van de Tweede Kamer de Nederlandse Spoorwegen (NS) de gelegenheid als eerste exclusief een bod te doen. Dat bod, getiteld Bestijg de trein nooit zonder uw valies met dromen, met daarin het Intercity Max-concept, werd gedaan in september 1999.
Het bod omvatte veel meer dan was gevraagd: behalve het gevraagde binnenlands vervoer op de Hogesnelheidslijn werd ook een bod gedaan op het internationale vervoer. Daarnaast bevatte het doorgaande diensten op het bestaande net, naar onder andere Nijmegen en Eindhoven, later ook naar Groningen, Leeuwarden, Luik en Aken. Het bod werd door de minister afgewezen, onder meer omdat de NS ongevraagd binnenlandse treinen (buiten de HSL-Zuid) had geboden, maar ook omdat ze het bod 'zowel kwalitatief als financieel beneden de maat' vond.
Vervolgens was er de openbare aanbesteding voor de HSL-Zuid tot aan de grens, met aantakkingen naar Den Haag Centraal en Breda. De biedingen kwamen uit in mei 2001. De aanbesteding werd gewonnen door High Speed Alliance (HSA, een dochteronderneming van NS en KLM) en resulteerde in de Vervoerconcessie voor het hogesnelheidsnet, met daarin treindiensten Amsterdam Centraal - Schiphol - Rotterdam - Breda - Antwerpen - Brussel (en kortere versies tussen Amsterdam en Breda en Amsterdam en Rotterdam). HSA had deze concessie met een looptijd van 15 jaar, vanaf de opening van de HSL-zuid in september 2009. De concessie werd per 1 januari 2015 opengebroken. NS Reizigers heeft sindsdien de concessie voor het binnenlands vervoer van reizigers over de HSL-Zuid alsmede de diensten van en naar Brussel-Zuid.

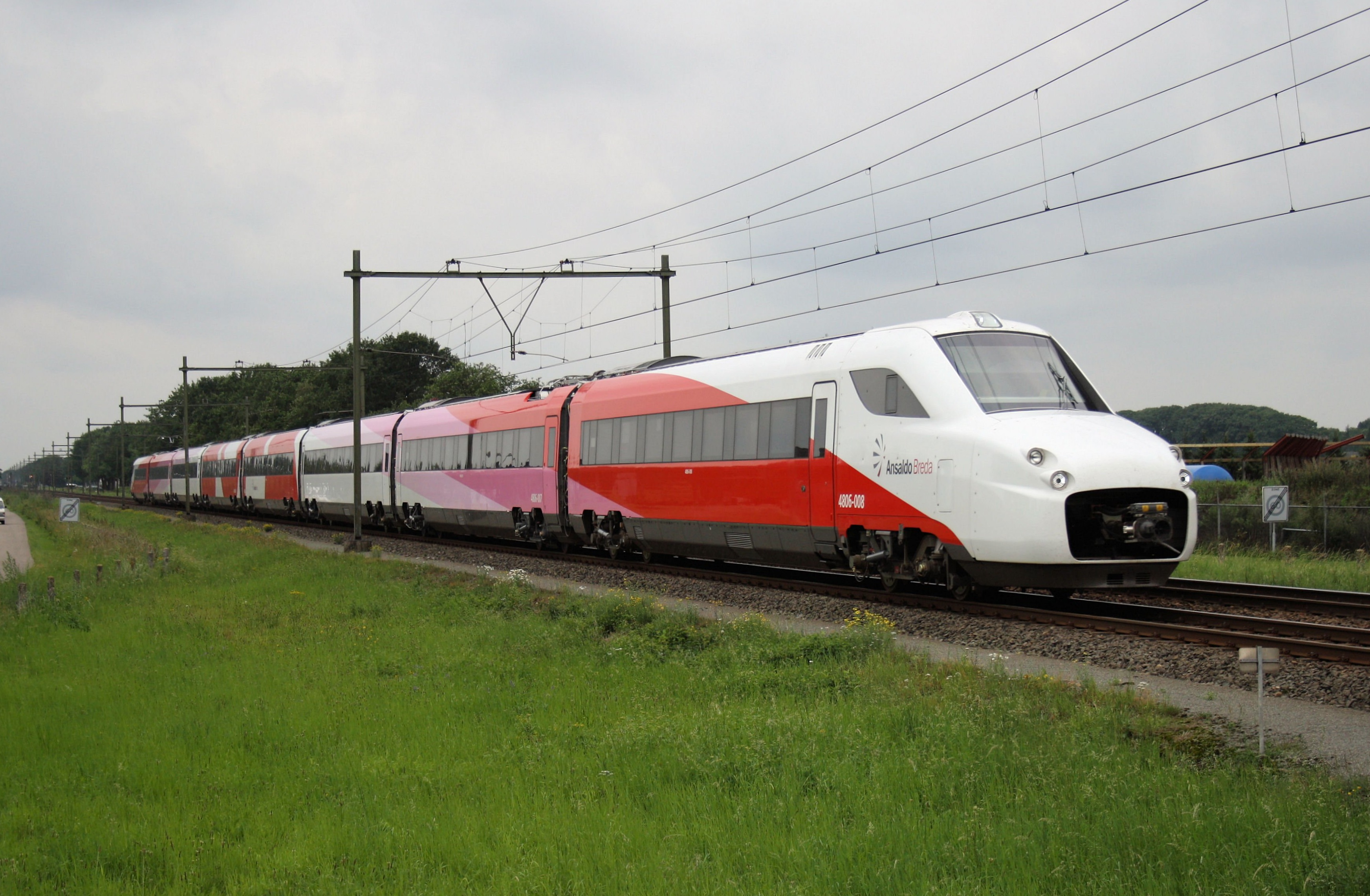
De V250 fyra kon 250 km/h, maar reed slechts 40 dagen in commerciële dienst.

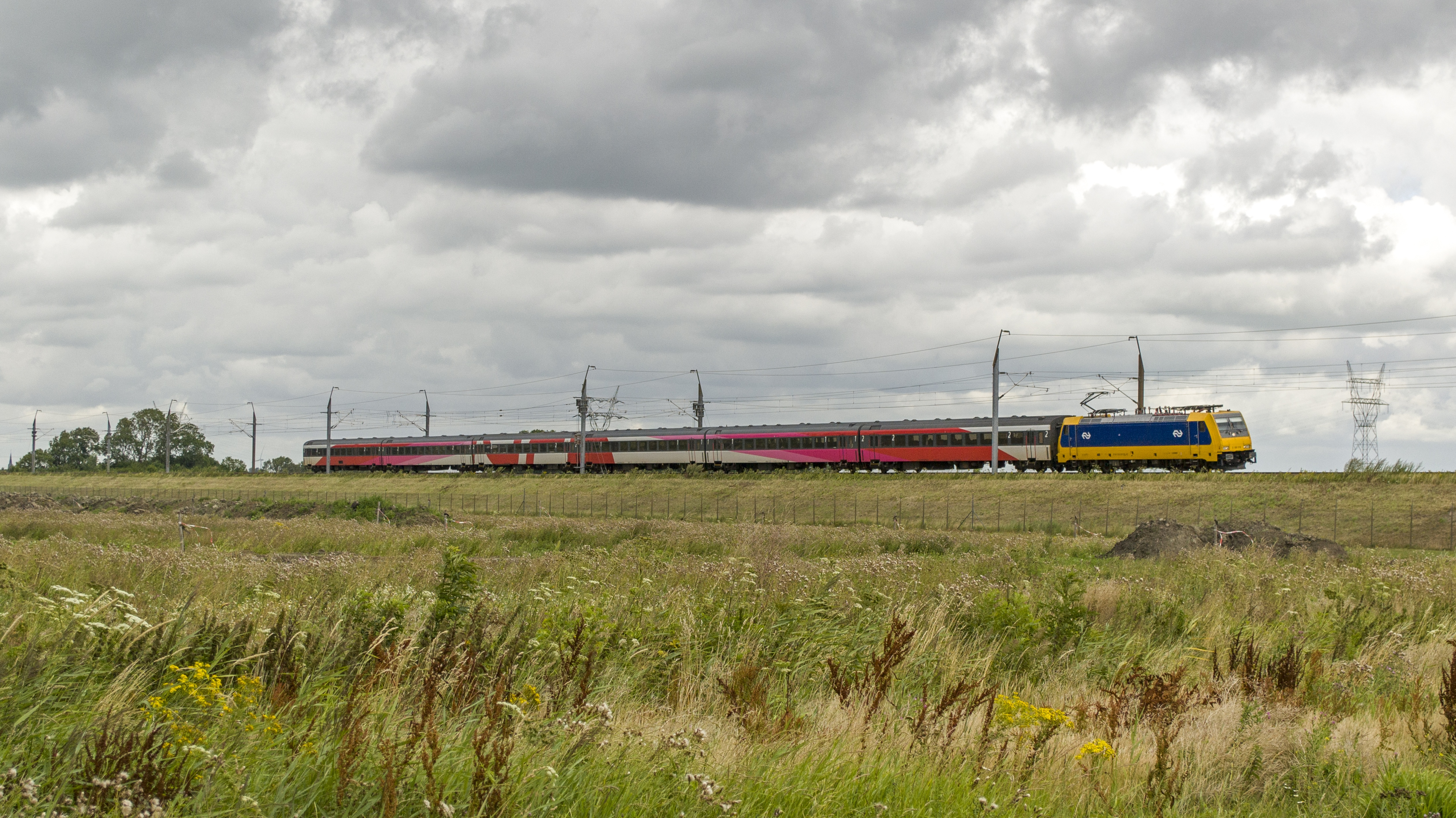
De Intercity direct met ICR-rijtuigen en TRAXX-locomotieven is begrensd op 160 km/h.

HSA had voor de treindienst op de HSL-Zuid V250-hogesnelheidstreinen besteld bij AnsaldoBreda. Deze stellen hadden in 2007 geleverd moeten worden, maar werden uiteindelijk, onder de naam Fyra, pas vanaf juli 2012 incidenteel in commerciële dienst ingezet. Per 9 december 2012 volgde structurele inzet. Door problemen worden de treinen per 18 januari 2013 niet meer toegelaten op het Belgische spoor. Als vervanging werd gereden met klassieke Intercityrijtuigen (ICR) getrokken door TRAXX-locomotieven, die tussen Amsterdam en Brussel (al dan niet via Breda) op de HSL-Zuid slechts 160 km/h reden. Per december 2013 werd de merknaam Fyra veranderd in Intercity direct, waarna de Beneluxtrein ook onder dit merk geschaard werd.

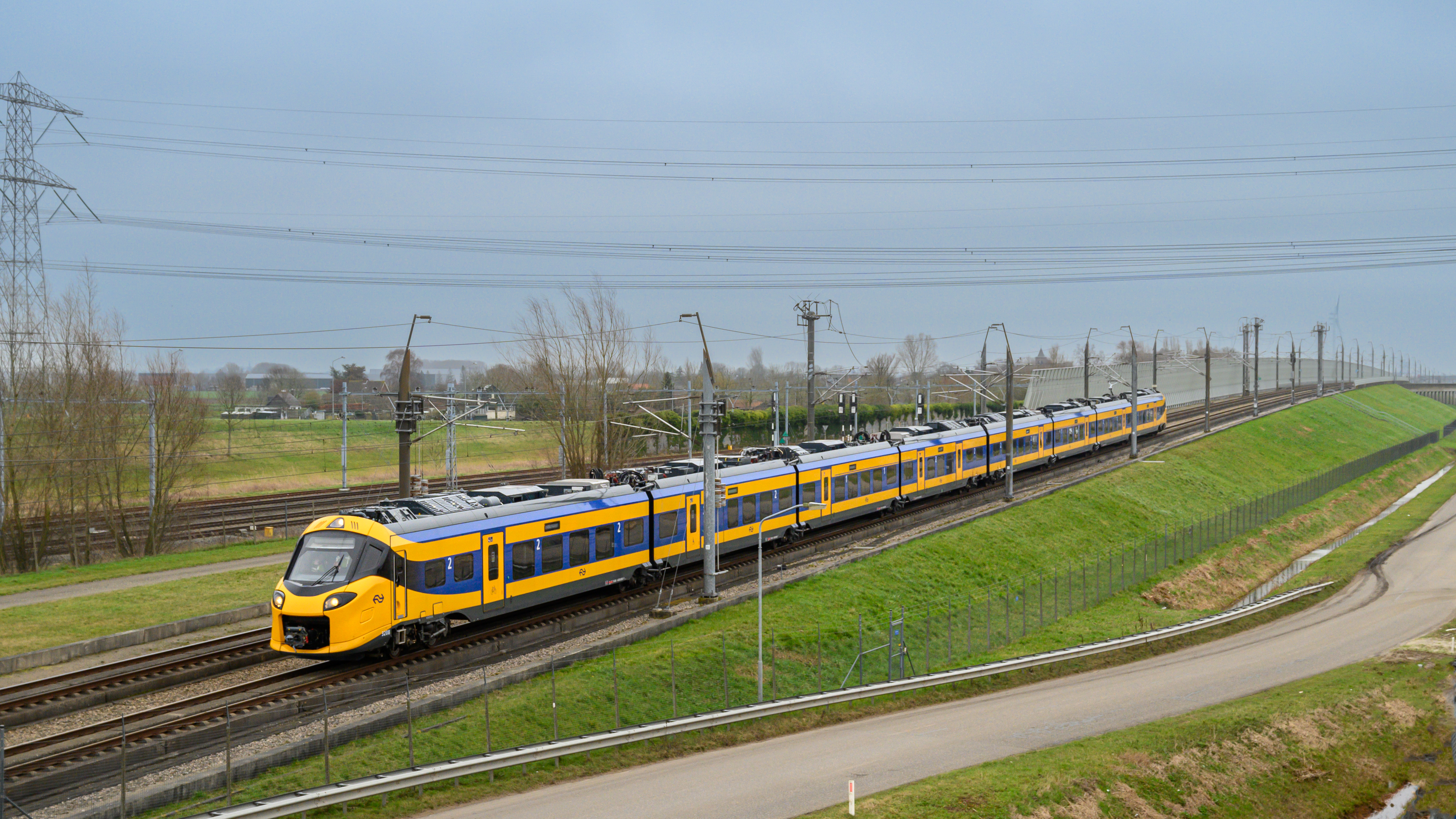
De ICNG haalt 200 km/h op de hogesnelheidslijn, maar rijdt in de toekomst ook door op het klassieke intercity-net.

Om een snellere treindienst en meer capaciteit de bieden, begon NS in juli 2014 met de aanbesteding voor de Intercity Nieuwe Generatie (ICNG), een trein die 200 km/h zou kunnen rijden en zowel in Nederland als België op de hogesnelheidslijn als op het klassieke net kan rijden Op 2 mei 2016 maakte de NS bekend dat het Franse Alstom de aanbesteding voor de ICNG gewonnen had. Het contract omvat circa 80 treinstellen, goed voor circa 25.000 zitplaatsen.
Aanvankelijk werden er 79 treinstellen besteld, omstreeks 2019 is de bestelling met (2 + 18 =) 20 stuks uitgebreid (voor de dienst naar Antwerpen en Brussel) tot een totaal van 99 treinstellen.
Zodra de introductie op de volledige route Amsterdam CS – Breda is geslaagd, zal de trein ook ingezet worden op de route Eindhoven – Breda – Rotterdam – Den Haag. In een later stadium wordt de dienst Breda – Rotterdam – Schiphol via Amsterdam Zuid verlengd naar Almere – Lelystad – Zwolle – Assen – Groningen / Meppel – Steenwijk – Heerenveen – Leeuwarden.
Hiermee voldoet de inzet en het materieel van de ICNG grofweg aan het beeld dat met Intercity Max geschetst werd: Treinen die 220 km/h kunnen en vanaf de HSL-zuid doorrijden als intercity op het klassieke intercity-net.

## Treinsoort
Als treinsoort zou de Intercity Max tussen de hogesnelheidstrein en Intercity in vallen. In het bod werden vijf treinsoorten genoemd:
- Hogesnelheidstrein (internationaal en rood): die met 300 km/h internationale verbindingen verzorgen. Als voorbeeld-treintype zijn Thalys en ICE afgebeeld.
- Intercity Max (snel en zilver-blauw): die met 220 km/h de grote steden verbindt. Als voorbeeld-treintype wordt een dubbeldekstreintype afgebeeld dat sterke gelijkenissen vertoont met de E1-serie Shinkansen.
- Intercity (snel en zilver-blauw): die met 160 km/h de grote steden verbindt. Als Als voorbeeld-treintype is IRM afgebeeld.
- CityLink (vertrouwd en geel-blauw): als opvolger van de stoptrein en sneltrein. Als voorbeeld-treintype is Dubbeldeksaggloregiomaterieel afgebeeld.
- SterSprinter (vernieuwend en zilver-geel): Snelle lightrailtreinen die stadscentra en grote stadsgewesten ontsluiten. Als voorbeeld treintype is de Talent afgebeeld.

Hierbij hadden Intercity Max en Intercity hetzelfde kleurenschema.

## Treindienst
In het bod werden voor 2006 de volgende treindiensten met de Intercity Max voorgesteld:
- Amsterdam Zuid - Schiphol - Rotterdam CS - Antwerpen - Brussel-Zuid (1x per uur)
- Den Haag CS - Rotterdam CS - Breda - Antwerpen - Brussel Noord - Brussel Centraal - Brussel-Zuid (1x per uur)
- Amsterdam Zuid - Schiphol - Rotterdam CS (1x per uur)
- Eindhoven - Tilburg - Breda - Rotterdam CS - Schiphol - Amsterdam Zuid - Utrecht CS - 's Hertogenbosch - Eindhoven (2x per uur)
- Haarlem - Amsterdam CS - Amsterdam Amstel - Utrecht CS - Arnhem - Nijmegen (2x per uur)

In het "perspectief 2015" werden hierboven nog de volgende verbindingen aangeboden:
- Vanuit Amsterdam Zuid doorrijdend via Almere Centrum - Lelystad Centrum - Zwolle en naar hetzij Heerenveen - Leeuwarden, hetzij Assen - Groningen - via de destijds nog te ontwikkelen Hanzelijn.
- Vanuit Arnhem doorrijdend naar Keulen.
- Vanuit Eindhoven doorrijdend via Roermond - Sittard en naar hetzij Heerlen - Aken, hetzij Maastricht - Luik.
- Vanuit Den Haag CS en Rotterdam CS naar Utrecht CS.

## Treintype

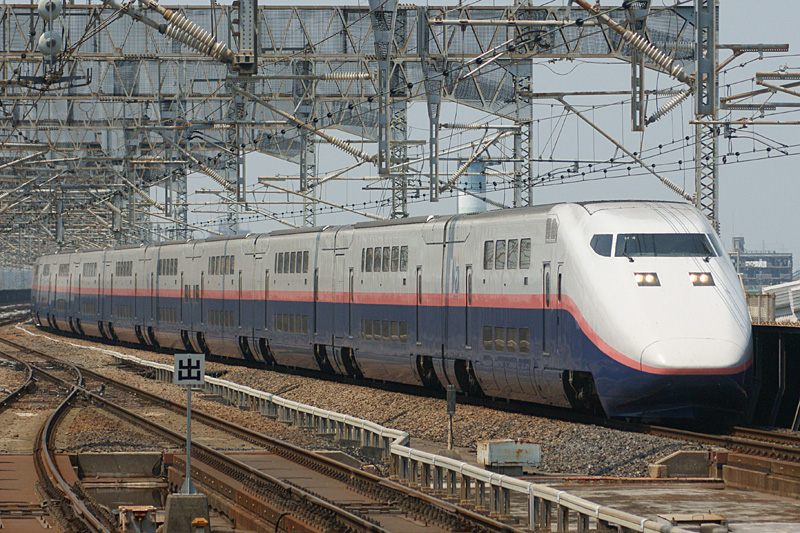
De E1-serie Shinkansen, een Japanse hogesnelheidstrein dat gelijkenis vertoont met het afgebeelde type in het Intercity Max-bod.

NS heeft nooit een concreet treintype voor de Intercity Max uitgevraagd. In het bod wordt een dubbeldekstreintype afgebeeld dat sterke gelijkenissen vertoont met de E1-serie Shinkansen (Engels: E1 series Shinkansen), een bestaand Japans treintype dat 240 km/h kan. Een modeltrein hiervan is zelfs in IC Max-uitvoering als relatiegeschenk weggegeven binnen NS.
Wel werd in het bod een investering van 2 miljard gulden voorzien voor 50 Intercity Max-treinen.